# NGC 4608
NGC 4608 ist eine 11 mag helle Linsenförmige Galaxie vom Hubble-Typ SB0 im Sternbild Jungfrau auf der Ekliptik. Sie ist schätzungsweise 80 Millionen Lichtjahre von der Milchstraße entfernt und hat einen Durchmesser von etwa 80.000 Lichtjahren. Vermutlich bildet sie gemeinsam mit NGC 4596 ein gravitativ gebundenes Galaxienpaar. Unter der Katalognummer VCC 1869 ist sie als Mitglied des Virgo-Galaxienhaufens aufgeführt.

Im selben Himmelsareal befinden sich u. a. die Galaxien IC 3633, IC 3634, IC 3638, IC 3647.
Das Objekt wurde am 15. März 1784 von Wilhelm Herschel mit einem 18,7-Zoll-Spiegelteleskop entdeckt, der sie als „pB pL R mbM r“ beschrieb.